# Gajates
Gajates település Spanyolországban, Salamanca tartományban. Gajates Valdecarros, Pedrosillo de Alba, Tordillos, Santiago de la Puebla és Pedraza de Alba községekkel határos. Lakosainak száma 140 fő (2024).

## Népesség
A település népessége az elmúlt években az alábbi módon változott:
| Lakosok száma | 228  | 196  | 180  | 177  | 172  | 168  | 169  | 163  | 142  | 140  |
|               | 2001 | 2004 | 2007 | 2009 | 2012 | 2014 | 2017 | 2019 | 2022 | 2024 |